# سارة ماكترنان
سارة ماكترنان (بالإنجليزية: Sarah McTernan)‏ (من مواليد 11 مارس 1994) مغنية وكاتبة أغاني أيرلندية من سكاريف ، مقاطعة كلير. اشتهرت بالحصول على المركز الثالث في الموسم الرابع من صوت أيرلندا في أبريل 2015. مثلت إيرلندا في مسابقة الأغنية الأوروبية 2019 مع أغنية "22" .